# Arctosa daisetsuzana
Arctosa daisetsuzana este o specie de păianjeni din genul Arctosa, familia Lycosidae. A fost descrisă pentru prima dată de Saito, 1934. Conform Catalogue of Life specia Arctosa daisetsuzana nu are subspecii cunoscute.